# Distretto di Aïn Séfra
Il distretto di Aïn Séfra è un distretto della provincia di Naâma, in Algeria.

## Comuni
Il distretto comprende due comuni:
- Aïn Séfra (capoluogo)
- Tiout